# Impero del Brunei
L'Impero di Brunei, noto anche come Sultanato di Brunei, fu un sultanato malese incentrato nell'odierna Brunei, nella costa settentrionale dell'isola di Borneo nel sudest asiatico. I sovrani del Brunei si convertirono all'Islam intorno al XV secolo, dove crebbe sostanzialmente dopo la caduta di Malacca per mano dei portoghesi, estendendosi attraverso le aree costiere del Borneo e le Filippine, prima del suo declino nel XVII secolo. Stando ad alcune teorie, il popolo del Brunei avrebbe avuto origini mongoliche, e si sarebbe insediato nel Borneo settentrionale prima o dopo l'invasione fallita di Giava nel XIII secolo. Ancora oggi, per coincidenza, il popolo del Brunei condivide gran parte delle caratteristiche etniche dei mongoli.
Insieme al coevo sultanato di Sambas, con cui condivideva forti legami dinastici, fu il principale impero malese del secondo millennio, venendone superato in dimensioni nel XVIII secolo.

## Storia
Non è facile ricostruire la storia dell'impero di Brunei, sia per la completa assenza di fonti indigene o locali, sia per le scarse menzioni nelle fonti coeve di altri Paesi. Come risultato, la ricostruzione della storia del Brunei si basa su testi cinesi, dove Boni si riferisce probabilmente all'intero Borneo, mentre Poli 婆利, forse in realtà situata in Sumatra, è anch'essa reclamata dalle autorità locali come riferimento del Brunei.

### Storia antica
I primi rapporti diplomatici tra Boni (渤泥) e la Cina sono registrati nel Taiping Huanyu Ji (太平環宇記) (978). Nel 1225, l'ufficiale cinese Zhao Rukuo indicò che Boni possedeva 100 navi da guerra per proteggere il suo commercio, di cui il regno beneficiava in grandi quantità. Nel XIV secolo, Brunei sarebbe soggetto al Majapahit. Il manoscritto giavanese Nagarakretagama, scritto Prapanca nel 1365, menziona Barune come vassallo di Majapahit, cui doveva un tributo annuale di 40 katis di canfora. Nel 1369, il Sultanato di Sulu avrebbe attaccato lo stato del Po-ni, saccheggiandolo. Una flotta del Majapahit riuscì a scacciare i suluani, ma il Po-ni era stato indebolito dal sacco, tanto che, in un documento cinese del 1371, il Po-ni venne descritto come uno stato povero e totalmente controllato dal Majapahit.

### Espansione
Dopo la morte di Hayam Wuruk, il Majapahit entrò in uno stato di declino e fu incapace di controllare i suoi territori oltremare, dando l'opportunità ai re di Brunei di espandere la loro influenza. L'imperatore cinese Ming Yongle,  salito al trono nel 1403, mandò subito delle spedizioni in vari paesi, invitandoli a pagare dei tributi alla sua corte, e così il Brunei venne immediatamente inserito nel sistema tributario cinese.
Nel XV secolo, l'impero divenne uno stato musulmano, con la conversione del re di Brunei portata da mercanti islamici indiani e arabi da altre parti del sudest asiatico marittimo, venuti a commerciare e a diffondere l'Islam. Il Brunei controllava gran parte del Borneo settentrionale, e divenne pertanto un punto importante nel sistema commerciale mondiale. Gli storici locali ritengono che l'impero di Brunei fosse una monarchia fondata sulla talassocrazia basatasi sulla potenza marittima, il che implica che la sua influenza era confinata sulle città costiere, sui porti e sugli estuari fluviali, e raramente penetrava nell'interiore dell'isola. I re di Brunei sembrano aver coltivato un'alleanza con i popoli marittimi regionali di Orang Laut e Bajau, che formarono la loro flotta. I Dayak, tribù native del Borneo interiore, non erano sotto controllo del Brunei, in quanto l'influenza imperiale raramente penetrava nelle giungle dell'entroterra.
A seguito della presenza portoghese dopo la caduta di Malacca, i mercanti portoghesi commerciavano regolarmente col Brunei a partire dal 1530, e descrivevano la capitale di Brunei come circondata da mura di pietra.
Durante il governo di Bolkiah, il quinto sovrano, l'impero reggeva il suo controllo sulle coste settentrionali del Borneo (l'odierna città di Brunei, Sarawak e Sabah) e raggiungeva Seludong (l'odierna Manila), più l'arcipelago Sulu incluse parti dell'isola di Mindanao. Il Sultanato di Sambas nel Kalimantan occidentale e quello di Sulu nelle Filippine meridionali svilupparono, particolarmente, dei rapporti diplomatici con la casa reale di Brunei. In particolare, fino al XX secolo i sultani di Sambas si succedettero in contemporanea con quelli del Brunei, a tal punto che molto spesso una dinastia regnava su entrambi. Sambas inoltre prestò aiuto al Brunei in varie occasioni grazie al potente e vasto esercito, che nel giro di un secolo aveva conquistato tutti gli imperi minori circostanti.
Altri sultani malesi, come quelli di Pontianak, Samarinda e persino Banjarmasin, consideravano il Sultano di Brunei come loro sovrano. La vera natura dei rapporti del Brunei verso altri sultanati malesi delle coste del Borneo e dell'arcipelago di Sulu è ancora oggetto di studio, che fossero stati vassalli, alleati o semplicemente in rapporti cerimoniali. Anche altre regioni politiche esercitarono la loro influenza su quei sultanati. Ad esempio, il sultanato di Banjar (odierna Banjarmasin) fu sotto influenza del sultanato di Demak a Giava.

### Declino

Perdite territoriali dell'impero di Brunei dal 1400 al 1890.

All'inizio del XVII secolo, Sarawak divenne sultanato autonomo sotto il principe Tengah, sposo della figlia di Ratu Sepudak, fondatore di Sambas. Tornò poi al Brunei nel 1643 con l'assassino di Tengah in cambio della cessione del Matan a Sambas.
Alla fine del XVII secolo, il Brunei entrò in declino, a seguito di una lotta intestina per la successione reale iniziata dal sultano Hakkul Mubin (1760-73), espansioni coloniali delle potenze europee e assalti dei pirati. Anche nel XIX secolo si sfiorò la guerra civile, quando Mohammad Kanzul Alam nominò il figlio Muhammad Alam sultano violando le leggi di successione. Nel 1842 Sarawak, a seguito della rivolta di Datu Patinggi Ali, divenne regno autonomo sotto il controllo di Raja James Brooke e nel 1846 Labuan passò alla Gran Bretagna con Brooke come viceré. L'evento è ricordato nel poema Syair Rakis.
Da quel momento l'impero perse gran parte del suo territorio a causa dell'arrivo delle potenze occidentali, tra cui gli spagnoli nelle Filippine, gli olandesi nel Borneo del sud e gli inglesi a Labuan, Sarawak e Borneo settentrionale. Il sultano Hashim Jalilul Alam Aqamaddin si appellò in seguito agli inglesi per fermare altre invasioni nel 1888; in quello stesso anno, poco dopo, gli inglesi stipularono un "trattato di protezione", che rese il Brunei un protettorato inglese. Tale situazione sarebbe perdurata fino al 1984, quando il Brunei ritornò a essere completamente indipendente, e il sultano fu restaurato al potere incamerando anche il ruolo di primo ministro (bandahara).

## Governo
Il governo dell'impero era dispotico in natura. L'impero era diviso in tre sistemi tradizionali terreni, noti come Kerajaan (proprietà della corona), Kuripan (proprietà ufficiale) e Tulin (proprietà privata ereditaria).
Nonostante l’autocrazia le regioni lontane dal governo centrale erano governate spesso in modo autonomo dai Datus, i governatori dell’élite locale, che spesso rifiutavano i pagamenti delle imposte.